# Badr Boulahroud
Badr Boulahroud (sinh ngày 21 tháng 4 năm 1993) là một cầu thủ bóng đá người Maroc thi đấu ở vị trí tiền vệ.

## Sự nghiệp
Sinh ra ở Rabat, Boulahroud là sản phẩm của đội bóng quê hương Fath Union Sport. Anh có trận ra mắt đội một trong mùa giải 2013–14 và tiếp tục ra sân thường xuyên sau đó.
Vào ngày 6 tháng 7 năm 2018, Boulahroud ký hợp đồng 3 năm với câu lạc bộ Málaga CF của Tây Ban Nha, với mức phí chuyển nhượng vào khoảng 600.000 €. Anh rời Málaga vào tháng 10 năm 2020.